# Любоевич, Любомир
Лю́бомир Любо́евич (серб. Љубомир Љубојевић, Ljubomir Ljubojević; род. 2 ноября 1950, Титово-Ужице) — сербский, ранее югославский, шахматист, гроссмейстер (1971) — сильнейший в стране в 1970—1980-х годах. 

## Шахматная карьера

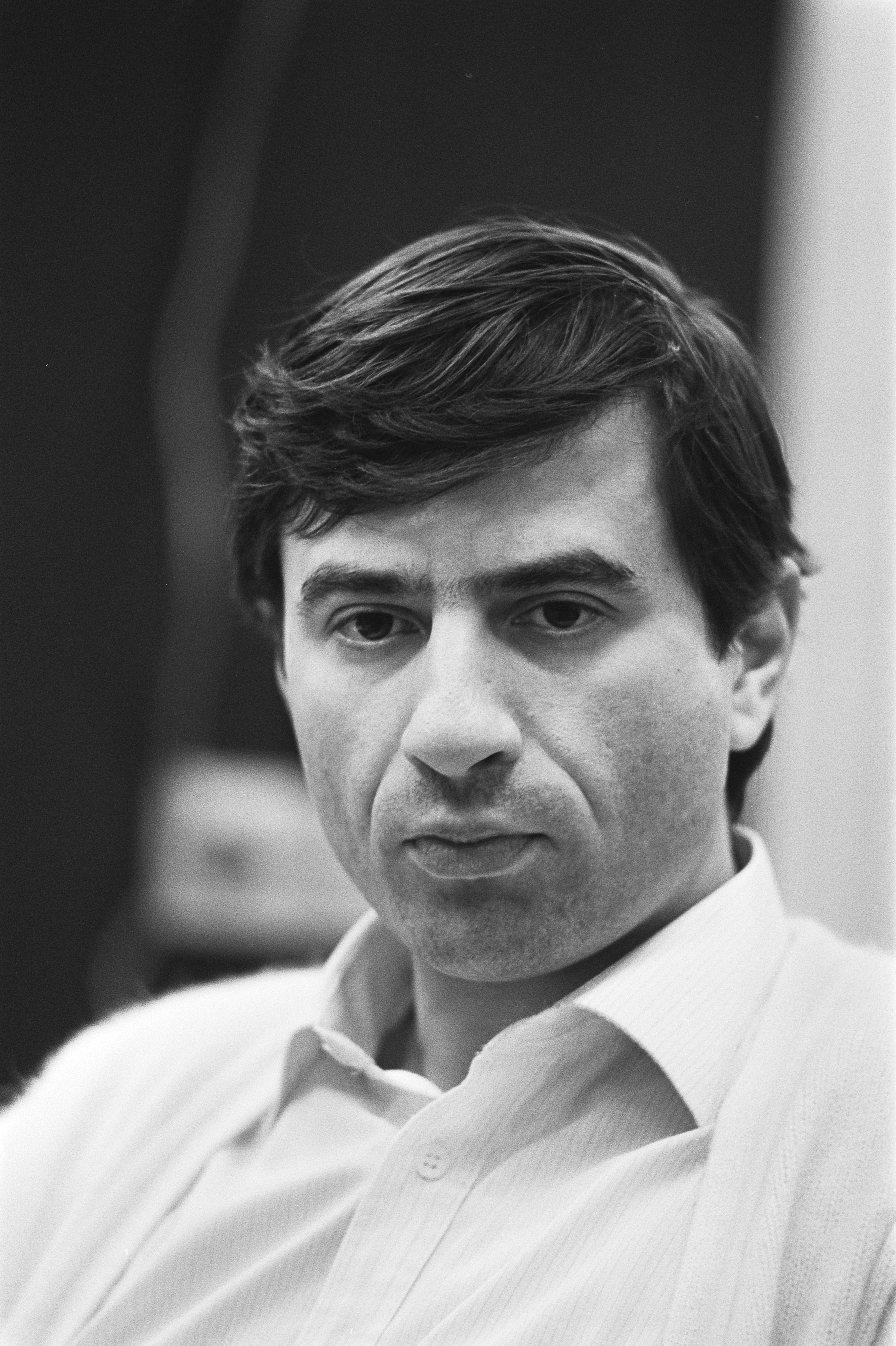
1983 год

Первых крупных шахматных успехов добился в 1970: 2-е место на чемпионате Европы среди юношей (Гронинген) и 1—2-е на международном турнире в Сараево. В 20 лет выполнил норму гроссмейстера на крупном международном турнире во Врнячке-Бане (апрель-май 1971; 2-е место). Лучшие результаты в чемпионатах Югославии: 1977 — 1—2-е, 1982 — 1-е места. 
В составе сборной Югославии участник 12-и Олимпиад (1972—1974, 1978—1990, 1994, 1998, 2002). На 20-й Олимпиаде в Скопье (1972) показал лучший результат на своей доске, на 25-й в Люцерн (1982) — 3-й.
Участник 4 межзональных турниров; лучший результат: Манила (1976) — 5—6-е место. В 1979 выиграл матч у С. Глигорича — 5½ : 4½. 
С середины 1970-х годов успешно выступал в ряде крупных шахматных соревнований: Тиссайд (1972) — 2-е; Лас-Пальмас (1974, 1975) и Манила (1975) — 1-е; Милан (1979) — 2—4-е места (с А. Карповым и Т. Петросяном). Участник турнира «звёзд» в Монреале (1979) — 4-е место. 
Лучшие результаты в других международных соревнованиях: Цюрих (1970) — 1-е; Чачак (1970) и Пальма (о. Мальорка; 1971) — 1—2-е; Олот (1972) — 1-е; Лансароте и Хилверсюм (1973) — 3-е; Манила (1973) — 2-е; Оренсе и Монреаль (1974), Амстердам (1975), Вейк-ан-Зее (1976) и Титово-Ужице (1978) — 1-е; Буэнос-Айрес и Сан-Паулу (1979) — 1—2-е; Мар-дель-Плата (1981) — 2-е; Тилбург (1981) — 5-е; Лондон (1982) — 4—7-е; Бугойно (1982 и 1986) — 2—3-е; Турин (1982) — 3—4-е; Тилбург (1983, 1985 и 1986) — 2—3-е, 4-е и 2-е; Реджо-нель-Эмилия (1985/1986) — 1—3-е; Вейк-ан-Зее (1986) — 2—4-е; Амстердам (1986) — 1-е; Брюссель (1987) — 1—2-е; Бильбао (1987) — 3—4-е; Белград (1987)— 1-е места. Участник матча СССР — команда избранных шахматистов мира (1984, Лондон, 4-я доска). 
Член символического клуба победителей чемпионов мира Михаила Чигорина с июня 1982 года.
Шахматист острокомбинационного стиля. Для его игры характерны постоянный поиск инициативы, изобретательность в атаке, упорство в защите.

## Изменения рейтинга
| Графики недоступны из-за технических проблем. См. информацию на Фабрикаторе и на mediawiki.org. |